# Еленвил (Њујорк)
Еленвил (енгл. Ellenville) град је у америчкој савезној држави Њујорк.

## Демографија
По попису из 2010. године број становника је 4.135, што је 5 (0,1%) становника више него 2000. године.
| Група             | 2000.         | 2010.         |
| Белци             | 2.337 (56,6%) | 2.190 (53,0%) |
| Афроамериканци    | 482 (11,7%)   | 566 (13,7%)   |
| Азијати           | 65 (1,6%)     | 98 (2,4%)     |
| Хиспаноамериканци | 1.173 (28,4%) | 1.154 (27,9%) |
| Укупно            | 4.130         | 4.135         |